# Renato Lessa
Renato Lessa (Rio de Janeiro, Brasil, 1954) és professor de Teoria Política de la Universitat Federal Fluminense del Brasil i investigador al Consell Nacional pel Desenvolupament Científic i Tecnològic del Brasil. Ha estat director d'Estudis del Centre de Teoria i Historia de les Arts de l'École des Hautes Etudes en Sciences Sociales de París. Actualment és investigador associat de l'Institut de Ciències Socials de la Universitat de Lisboa i director de l'Institut Ciència Avui. Presideix els comitès gestors dels programes Pro-Àfrica i Ciències Socials del Ministeri de Ciència i Tecnologia del Brasil. És també coordinador acadèmic del Laboratori d'Estudis Hum(e)ans i de l'Observatori dels Països de Llengua Oficial Portuguesa. L'any 2006 va ser guardonat amb la Medalla al Mèrit Científic atorgada pel Ministeri de Ciència i Tecnologia del Brasil.